# Kaskinen
Kaskinen (en suédois : Kaskö) est une ville portuaire de l'ouest de la Finlande, sur la côte du Golfe de Botnie. C'est la ville la moins peuplée du pays, et aussi la plus petite commune après Kauniainen. Elle est totalement enclavée dans Närpes.

## Histoire
Fondée par Gustave III de Suède en 1785, la ville connait un développement assez lent, n'ayant pas eu le temps de croître avant le rattachement de la Finlande à la Russie en 1809. À la fin du XIXe siècle, c'est un petit port de pêche et un centre commercial d'importance mineure. La croissance s'accélère relativement avec la construction au tout début du XXe siècle de la voie ferrée et l'agrandissement du port pour les exportations de bois.
La ville est largement changée par l'installation d'une usine de pâte à papier dans les années 1970 par Metsä-Botnia. L'afflux d'ouvriers finnois change le rapport linguistique et le finnois devient la langue majoritaire.
Kaskinen offre aujourd'hui le visage d'une petite ville en bois typique de la côte ouest avec en plus quelques industries.

## Démographie
Depuis 1980, l'évolution démographique de Kaskinen est la suivante :
| Année      | 1980  | 1985  | 1990  | 1995  | 2000  | 2005  |
| ---------- | ----- | ----- | ----- | ----- | ----- | ----- |
| population | 1 914 | 1 864 | 1 780 | 1 596 | 1 564 | 1 482 |

| Année      | 2010  | 2015  | 2020  |
| ---------- | ----- | ----- | ----- |
| population | 1 429 | 1 285 | 1 250 |

## Politique et administration

### Élections municipales
| Parti                           | Sièges 2008 | Sièges 2021 |
| ------------------------------- | ----------- | ----------- |
| Parti social-démocrate          | 7           | 5           |
| Parti populaire suédois         | 5           | 5           |
| Parti de la coalition nationale | 2           | 2           |
| Alliance de gauche              | 2           | 1           |
| Ligue verte                     | 1           |             |
| Vrais Finlandais                |             | 4           |
| Sources                         |             |             |

## Lieux et monuments
- Port de Kaskinen
- Gare de Kaskinen
- Église de Kaskinen.
- Ancienne mairie de Kaskinen.

## Galerie

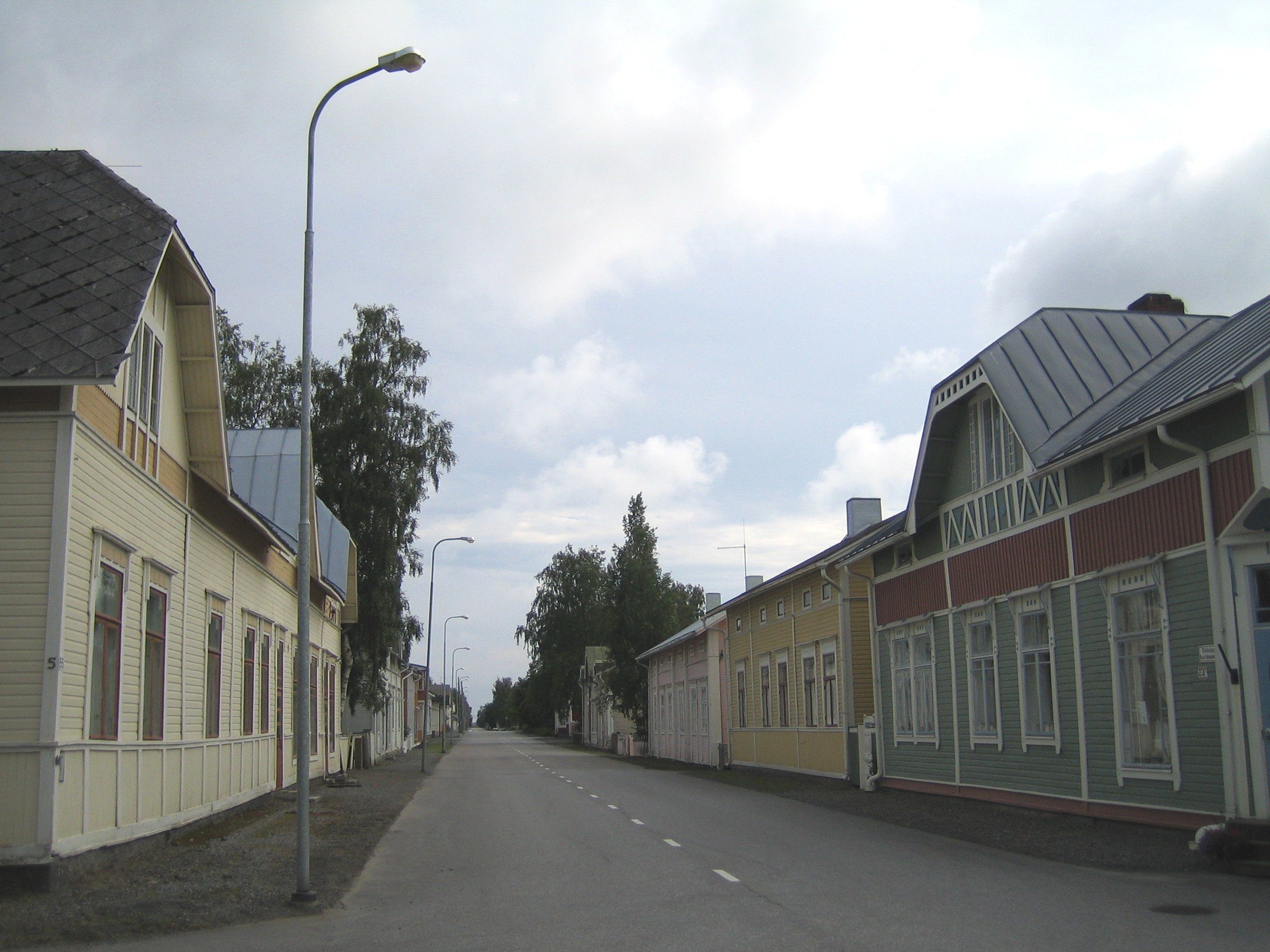
Rue de Kaskinen.
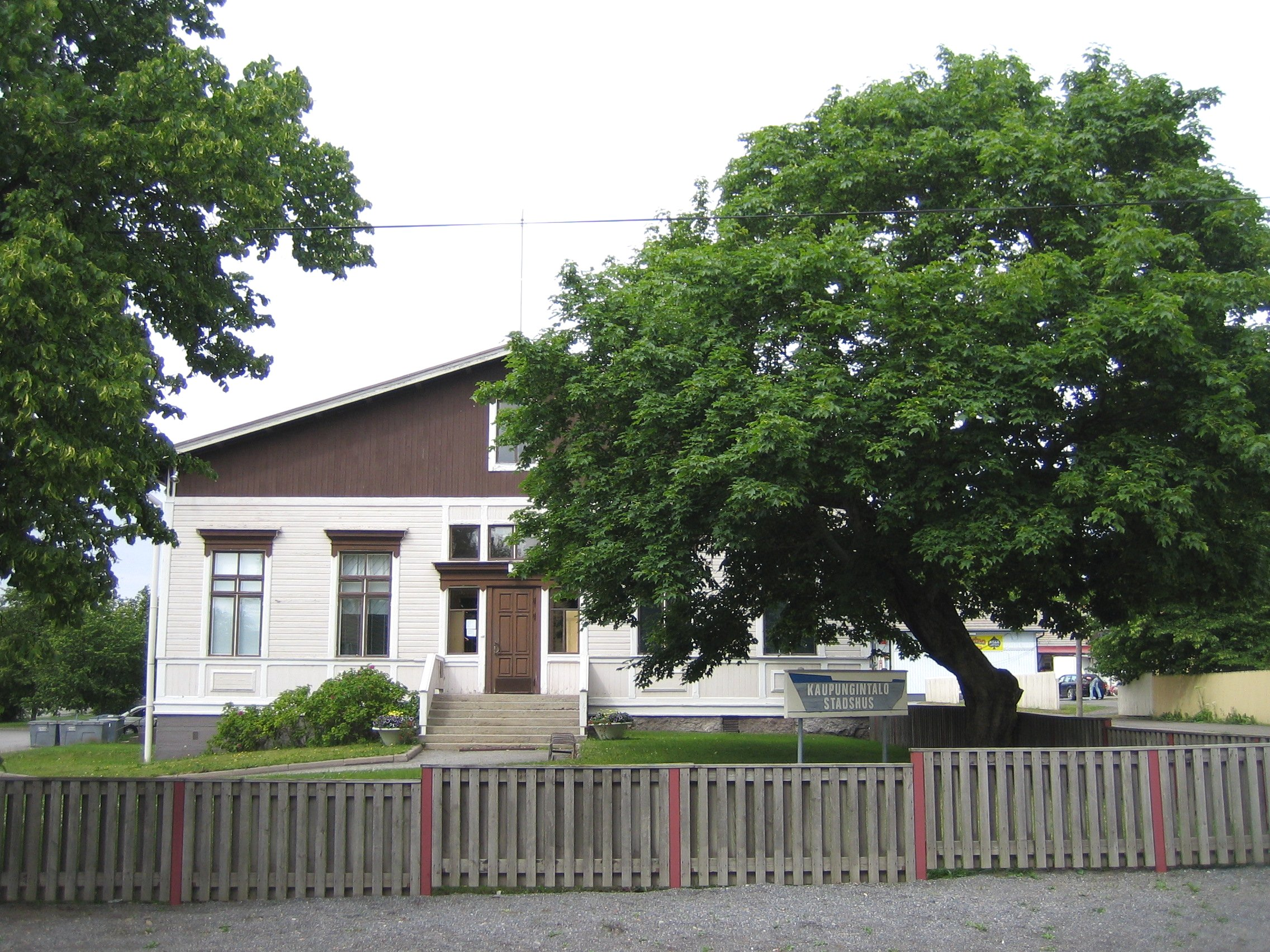
Mairie de Kaskinen.
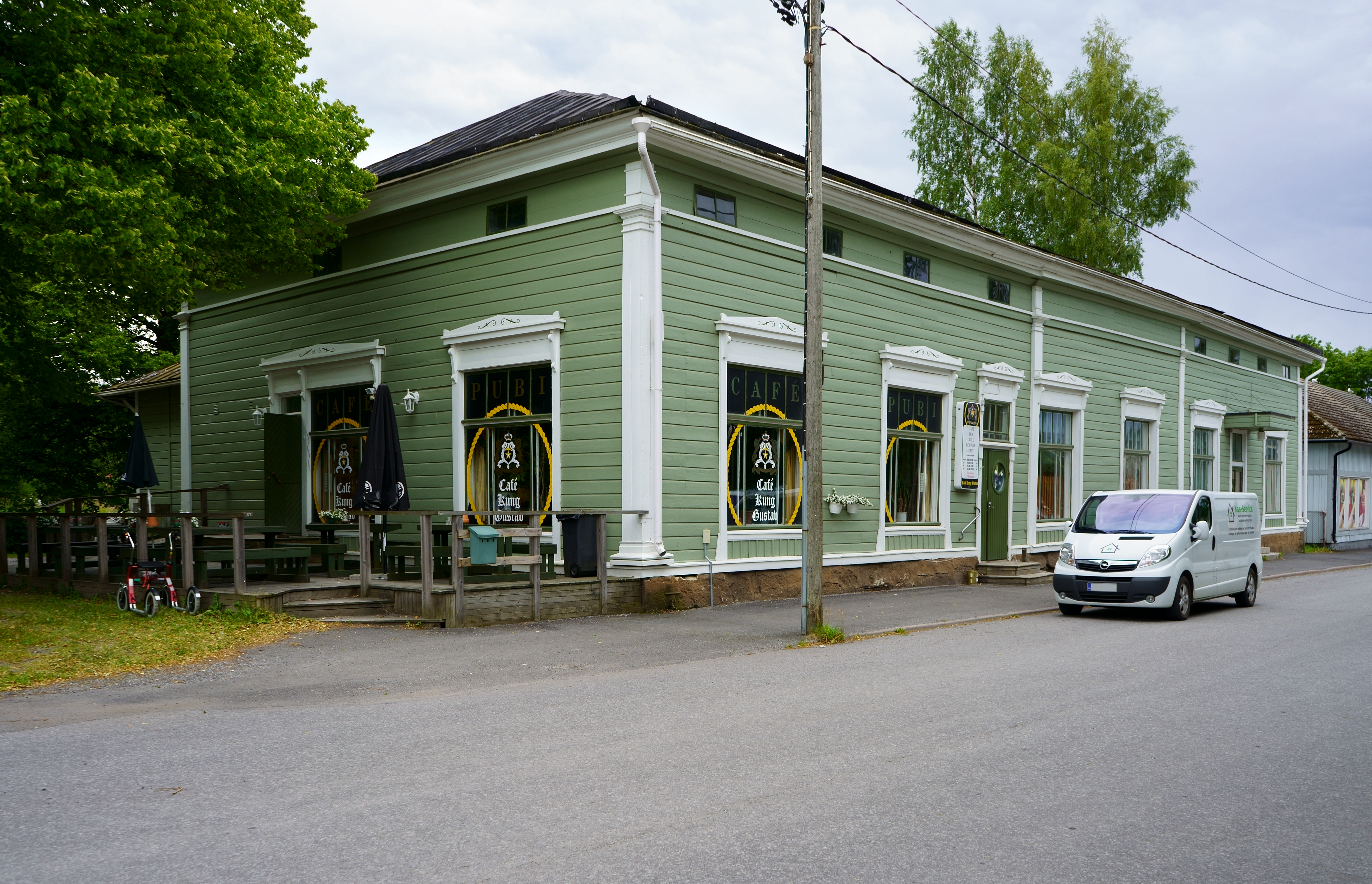
Café Kung Gustav.
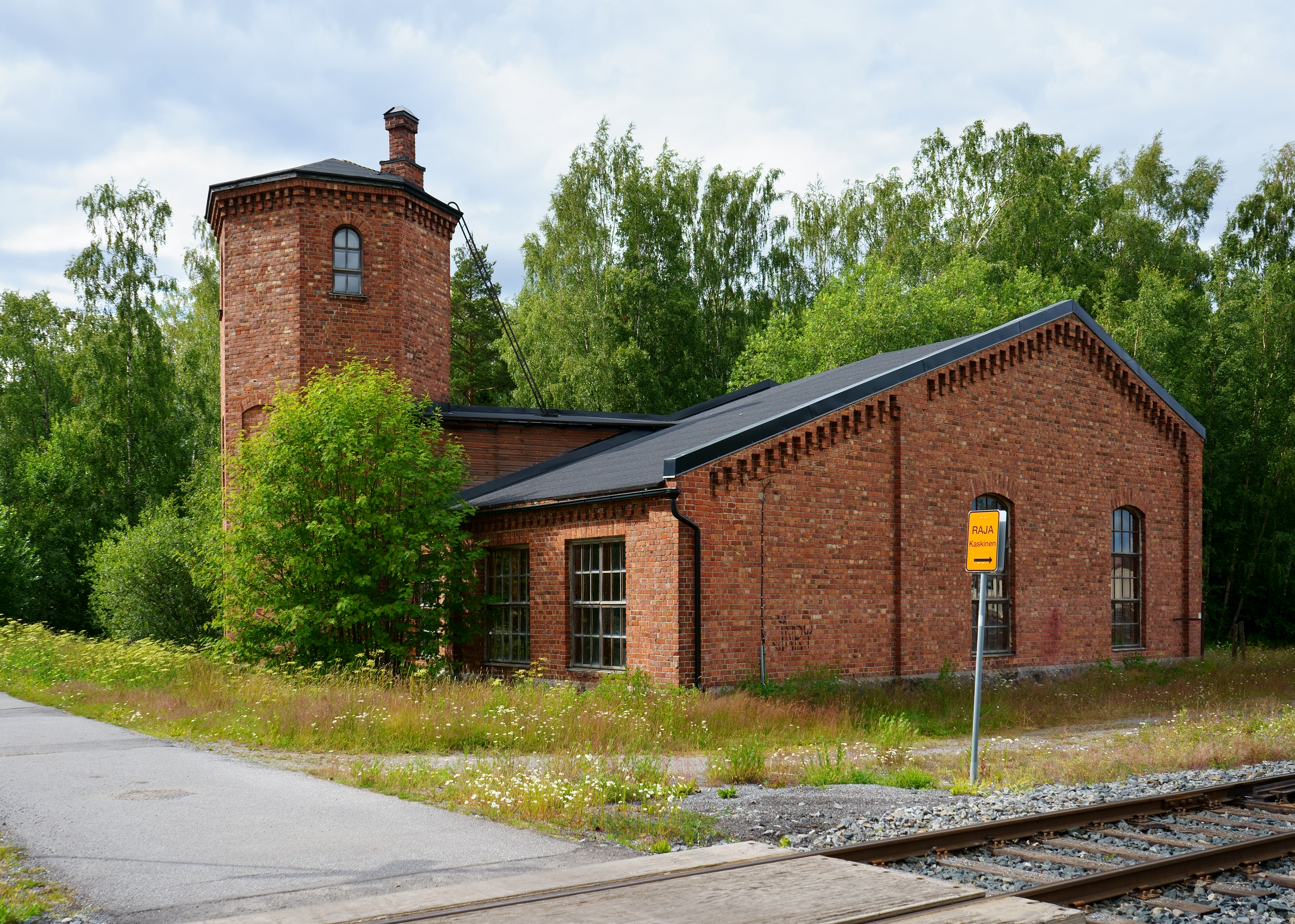
Ancien dépôt de locomotives.
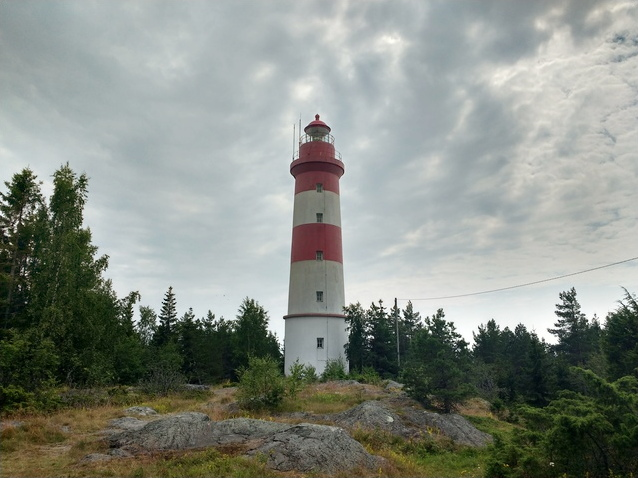
Phare de Sälgrund.
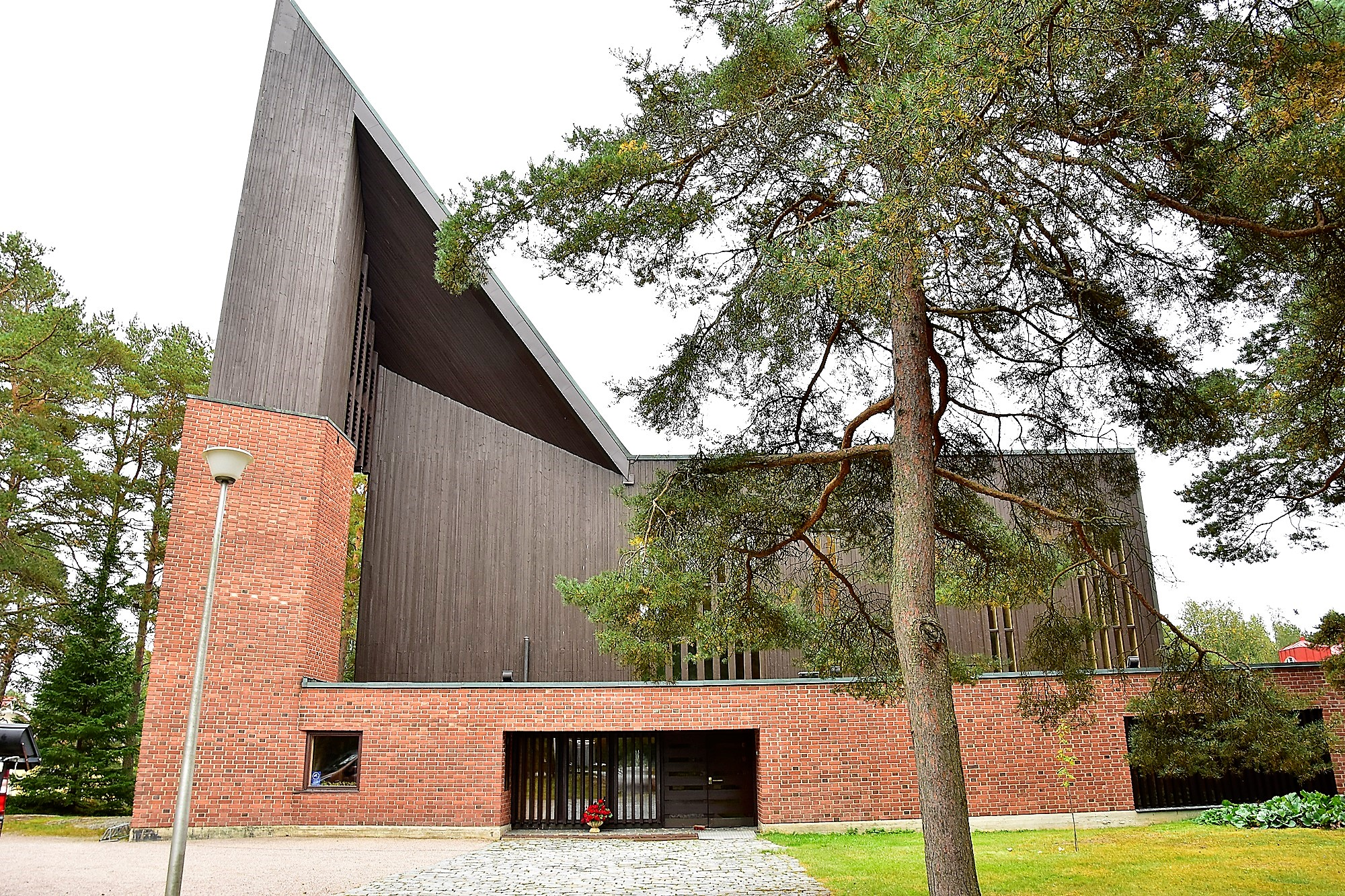
Église de Kaskinen.
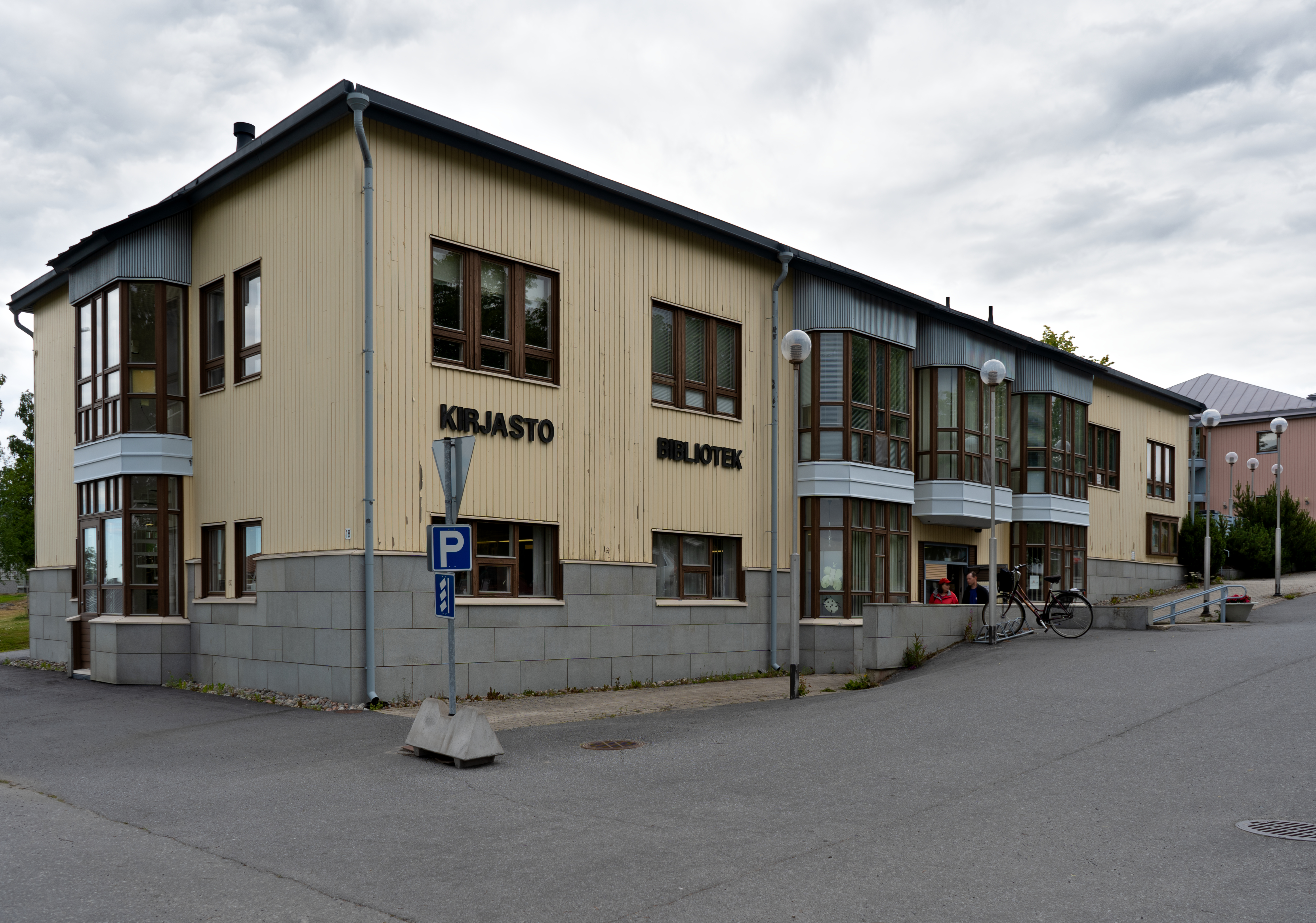
Bibliothèque de Kaskinen.
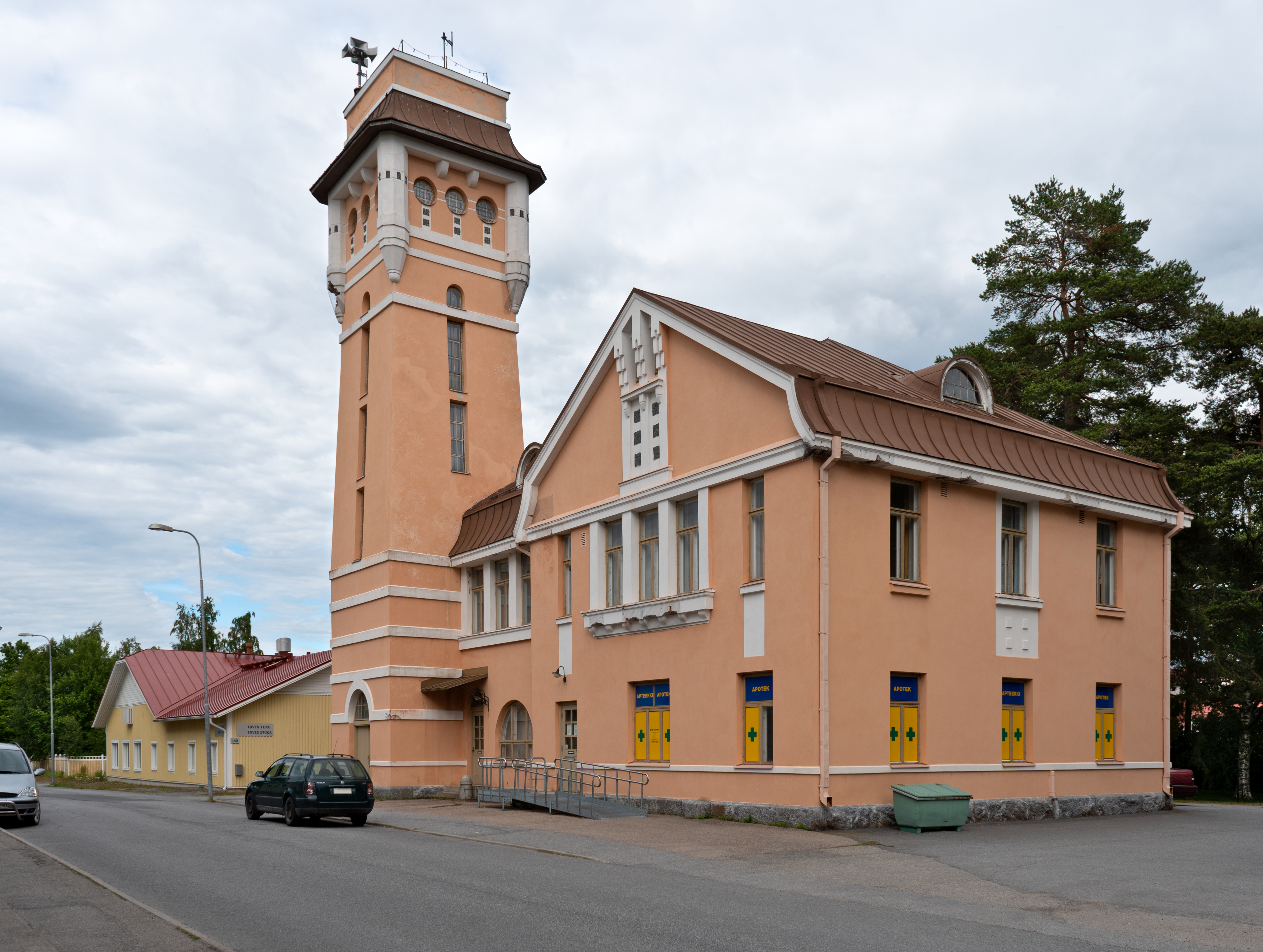
Ancienne mairie de Kaskinen.

## Personnalités liées
- Rosina Heikel (1842-1929), femme médecin et féministe finlandaise, y est née.